# 歐亞紅松鼠
歐亞紅松鼠是松鼠族下的一個物種，屬於一種居於樹上的雜食性囓齒動物，在歐亞大陸等地均十分常見。雖然如此，但在英國它們的數目卻不斷下降，主因是作為入侵物種的灰松鼠（Sciurus carolinensis）有更強的適應性及覓食能力。

## 描述

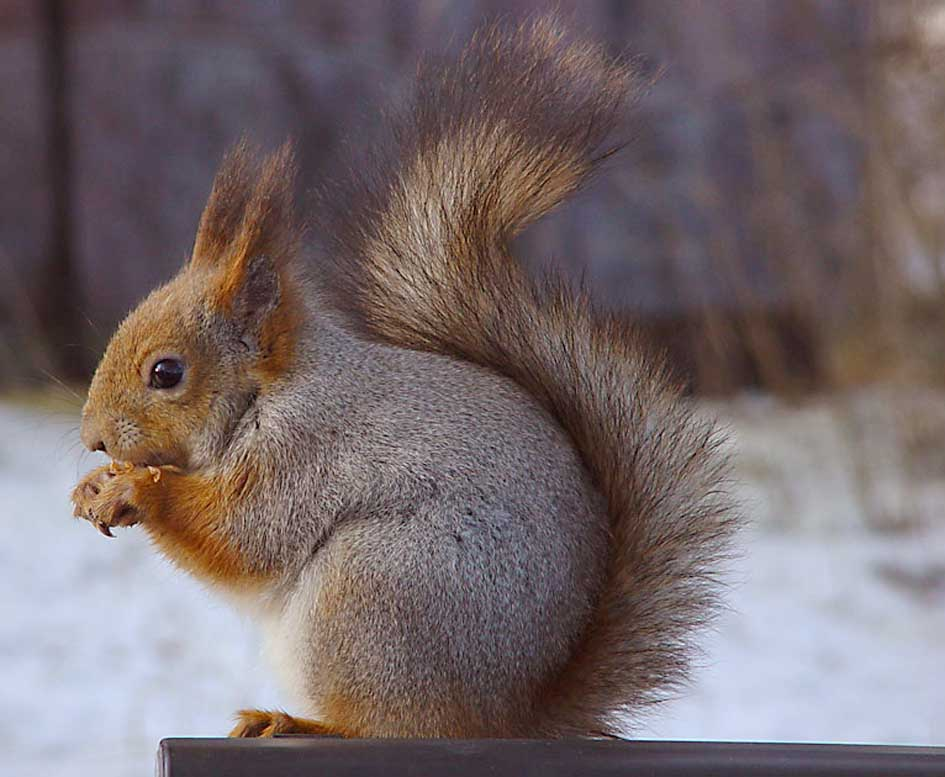
披上灰色冬裝的歐亞紅松鼠的側影

歐亞紅松鼠的標準頭體長約為19至23cm，尾巴長15至20cm，體重為250至340g，雄性與雌性體重相約，並不存在兩性異形的情況，但雌性略大。一般認為松鼠長長的尾巴能夠幫肋牠們平衡，特別是在樹與樹之間跳躍及枝幹上快跑的時候。睡眠的時候捲覆身體也起了保溫的作用。
隨時間增長及地點的不同，牠們身上的皮毛也會呈現不同顏色，由黑到棕甚至紅色。在英國，紅色的皮毛就最常見，而在歐亞的其他地區，不同顏色皮毛的品種則同時存在，就像人類的髮色一樣。每年牠們都會季節性地更換皮毛兩次，夏天披上的皮毛較細薄，冬天則厚重色沉。更特別的是這個品種會在每年的8月至11月期間，在耳朵上長出明顯的耳羽（ear tuft），這種變化是牠們獨有的特徵。加上一身亮紅的皮毛，使一般人也可以把牠們從灰松鼠及美洲紅松鼠等近似種中分辨出來。牠們腹上的體毛則是一致的乳白色。 
與其他松鼠一樣，牠們都有鋒利及彎曲的爪，容許牠們攀上即使是懸於半空的樹枝上。

## 繁殖及死亡

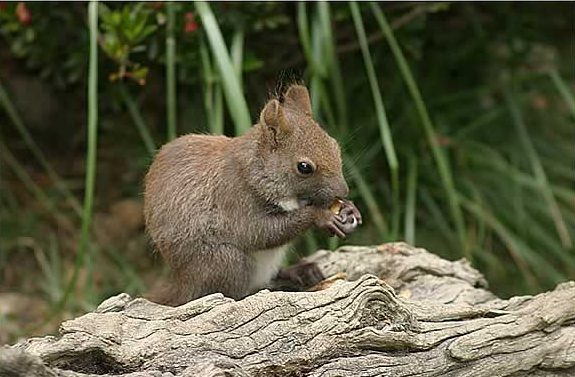
披上棕色皮毛的歐亞紅松鼠

交配期一般在晚冬2月至3月期間，及在6月至7月的夏天。每次最多可誕下兩窩，而每窩的數目由一般的3至4隻甚至最多的6隻，一般視乎雌性的體重。懷孕期約為38至39日。由母親獨力照顧並在無外來幫助的情況下誕下胎兒，每胎僅重10至15g。在出生第21天便有毛髮覆蓋，眼睛及耳朵在3至4星期後打開，42天後牙齒完全長出。初生的歐亞紅松鼠在40天後便能進食硬的食物，並由此開始可以離巢覓食。雖然如此，但牠們仍會吮吸其母親的乳液直至8至10星期後完全斷奶為止。
每到交配期間，而雌性達致某一個體重後，就會進入動情週期。雄性透過雌性動情週期間獨有的氣味去找尋雌性。雖然沒有求偶的表徵，但雄性仍會花上近一小時的時間去追逐異性。通常出現的情況是數隻雄性追逐一隻雌性，直至其中一隻佔了明顯的優勢，而這隻一般是體型較大的個體，就會贏得異性交配權。牠們會交配數次，並與不同的對象進行多次交配。如食物短缺，繁殖可能會被延遲。一般雌性會於翌年誕下牠們的第一窩。
歐亞紅松鼠的壽命一般為3年，某些個別例子可長達7年以上，但最多不會超越十年。存活率與秋冬季節期間樹木長出的果實數目有直接的關係。平均計算約75%至85%的初生松鼠會在牠們第一個冬天後死亡，而剩下來的一半則於下一個冬天離開。

## 生態及習性

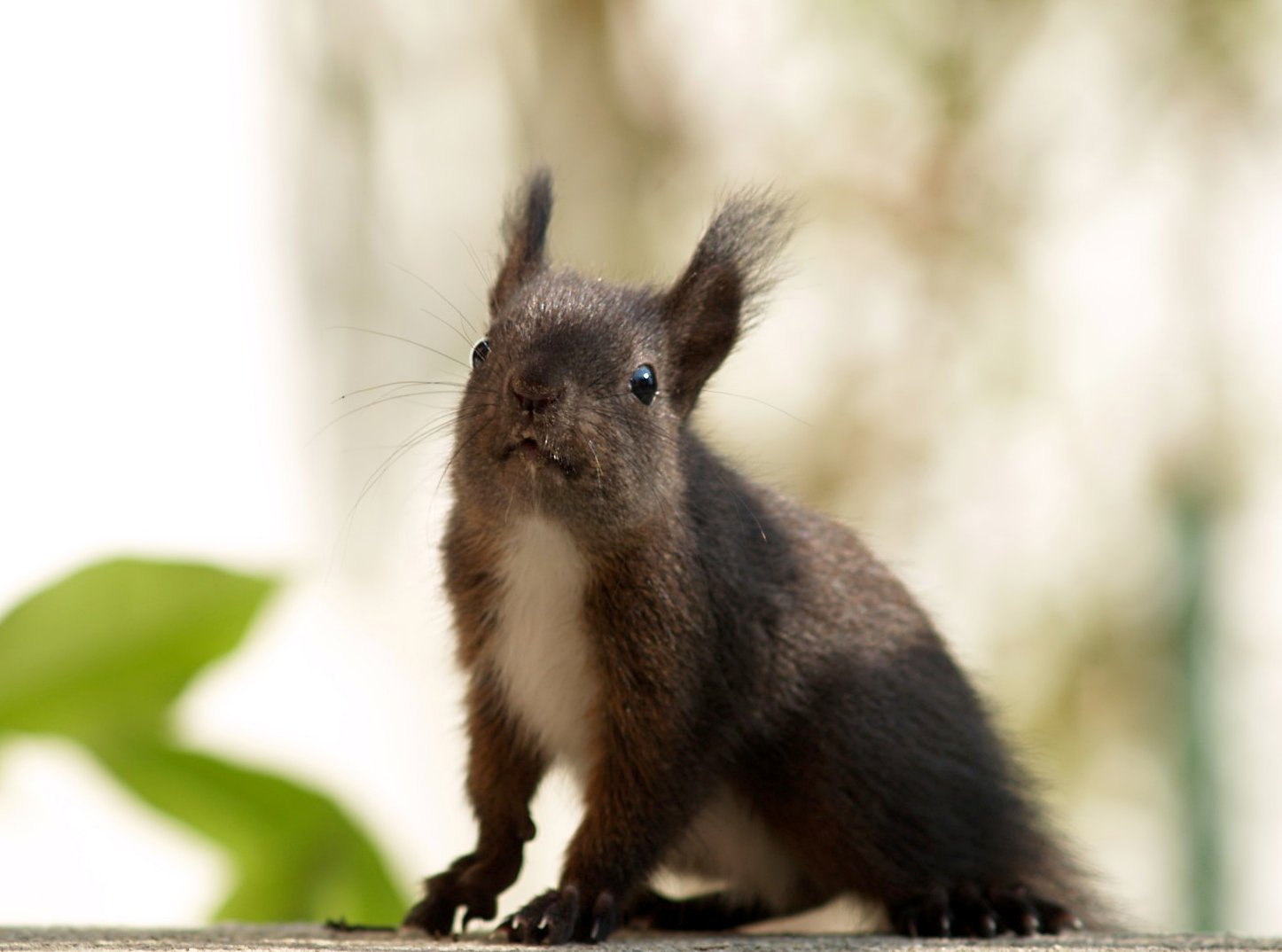
歐亞紅松鼠

歐亞紅松鼠原生於溫帶針葉林，而在溫帶闊葉林也有其蹤跡。與其他松鼠一樣，牠們愛在針葉樹丫上建立自己的巢穴。這些巢穴都由松鼠們利用撿拾回來的樹枝，組成一個約25至30cm左右的半球型的底，然後混入苔蘚、樹葉、樹皮及野草等構築而成。有些時候也會棲身在地穴及由啄木鳥所留下的洞穴裡。覓食時多為獨行俠，怕羞及拒絕分享食物；但在個別時期，例如非繁殖季節及特別在嚴冬，牠們也會共聚在巢穴內互相取暖。群居時會形成階級制度，也有因性別而產生的分野。佔有領導地位的個體並不一定是雄性，但普遍傾向體型較大及年紀較老的雌性；如由雄性領導，則常發現牠的活躍範圍明顯較其他從屬的松鼠為大。

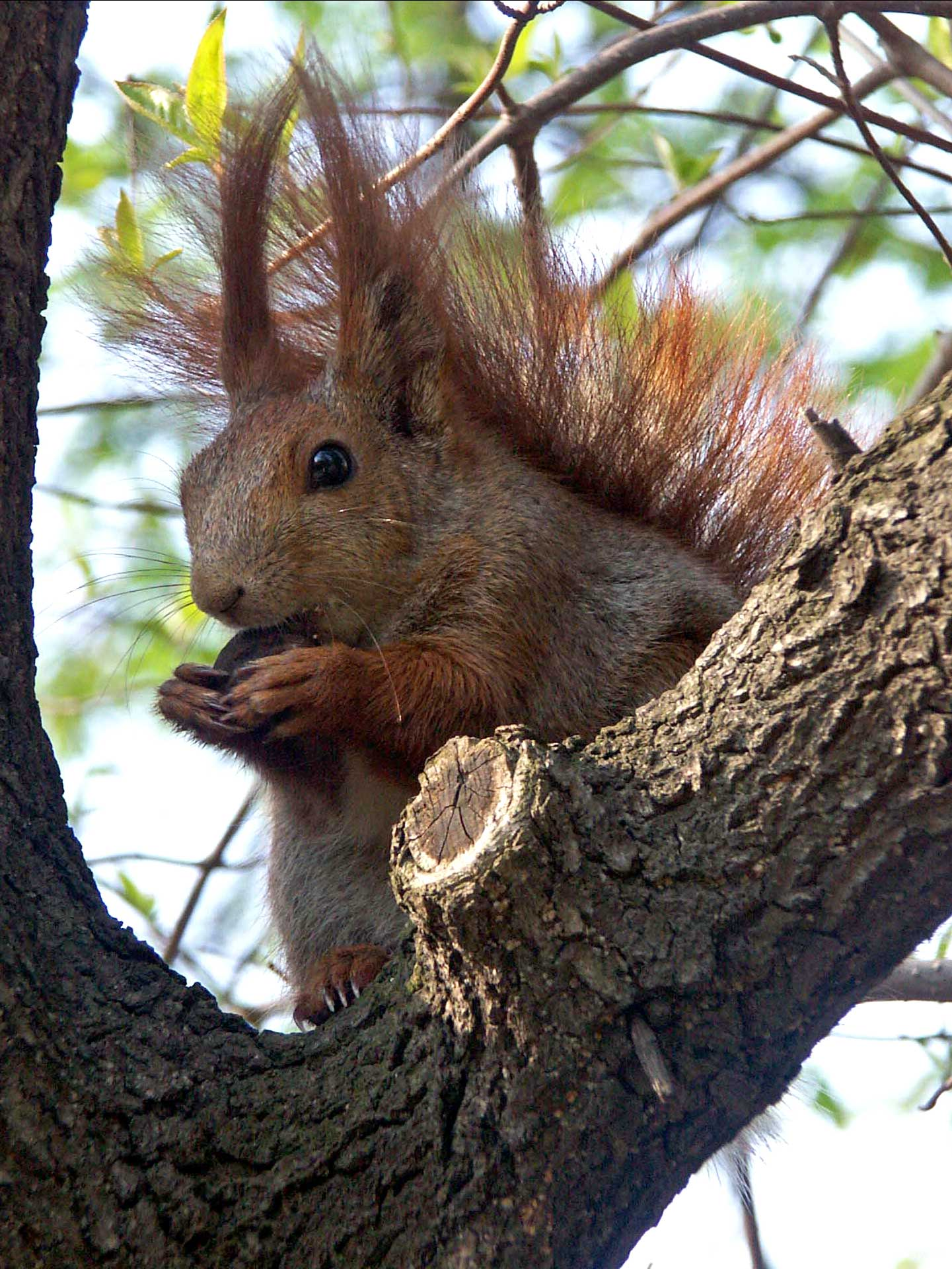
圖中可清楚看到耳朵旁的耳羽

歐亞紅松鼠的食糧主要是種子，特別是毬果內的種子牠們都可以俐落地取出。此外真菌、鳥蛋、漿果及幼枝等亦可供果腹，抓破樹皮而獲取的樹汁也是食物來源之一。研究顯示牠們一生中的60至80%的時間是在搜索食物及進食。紅松鼠有積殼防飢的習慣，牠們會把剩餘的食物貯藏起來，可能是埋在泥下及樹木上隱蔽角落等，以供食物短缺時使用。雖然紅松鼠多能夠記回自己所收藏食物的區域，但牠們空間記憶的準確性及持久性都不及其敵灰松鼠，因此他們常需要花時間去找回自己收藏好的食物，而更有部分將永埋土下而不復見天日。牠們一般沒有特定的活動範圍，與其他紅松鼠共用生活空間是很常見的事。
一天之中的活躍時間主要在早上及午後到傍晚，中午時分則多躲在巢內以避開正午嚴熱的天氣及猛禽的搜捕。冬天則有不固定的習性：如需收集食物則會更長時間留在戶外，如天氣惡劣也會有整天不離開巢穴的情況。
棲樹性的捕獵者包括松貂、野貓、白鼬等，主要攻擊幼小的個體；鳥類中，貓頭鷹及猛禽中的蒼鷹及普通鵟等也會捕食牠們。當牠們停留在地上的時候就會引來赤狐及野狗的垂涎。人類活動當中的對生境的破壞、路面意外及打獵活動無可避免地影響著紅松鼠的種群數目及牠們的死亡率。

## 保育及威脅

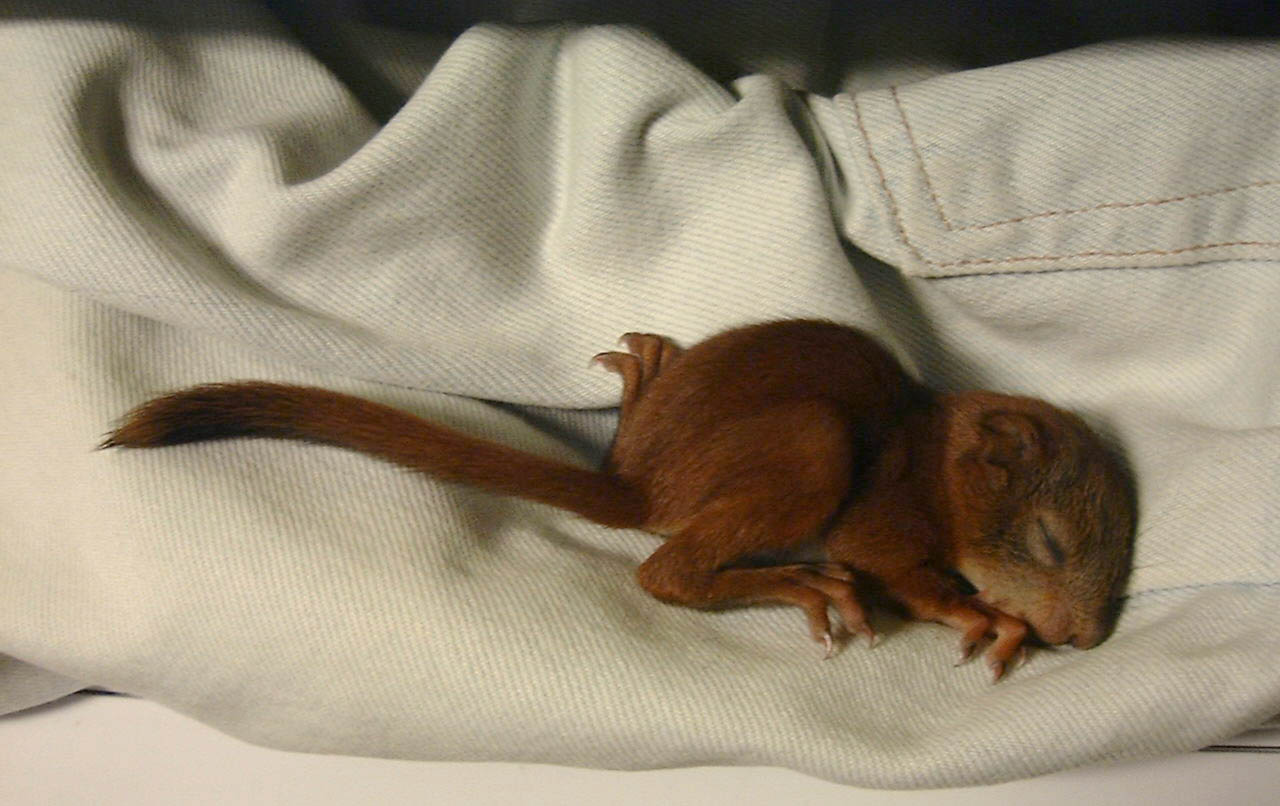
兩週大的歐亞紅松鼠

不少歐亞紅松鼠因牠們亮麗的毛皮而備受捕獵。因此在歐洲，歐亞紅松鼠是受保護的物種。在伯恩簽訂的歐洲野生物及自然棲地保育公約附錄III中列為受保護動物，而在IUCN紅色名錄中列為無危品種。在某些數量豐富的地區，仍會有人因美麗的皮毛而獵殺牠們。雖然歐亞紅松鼠的存活並沒有受到太大的挑戰，但在英國的數目卻大幅度減少了。對比起灰松鼠在英國有過二百萬頭，這種原生松鼠總數卻少於14萬頭，當中有85%是在蘇格蘭。自北美引入灰松鼠當然是數量劇減的其中原因，但牠們原本居住的林地遭到砍伐及備受破壞也不無影響。
為了保護這種原生物種，英國政府自2006年1月起開始對數量龐大的灰松鼠進行捕獵，並得到大部分保育團體的支持。而實際上自1998年起在北威爾斯的安格爾西島就已經有這類型的活動。這些活動均有助恢復牠們的數目，而其後將歐亞紅松鼠成功引進到纽巴勒森林更保障了牠們及後得以保存。此外，英國作為全球〈生物多樣性行動方案〉的其中一個參與國，亦選定了紅松鼠作為他們保育的其中一員，並聯同多個本地保育團體進行不同類型的研究及保護。例如位於英格蘭西北部坎布里亞郡內的馬勒斯坦山谷的保育行動等。

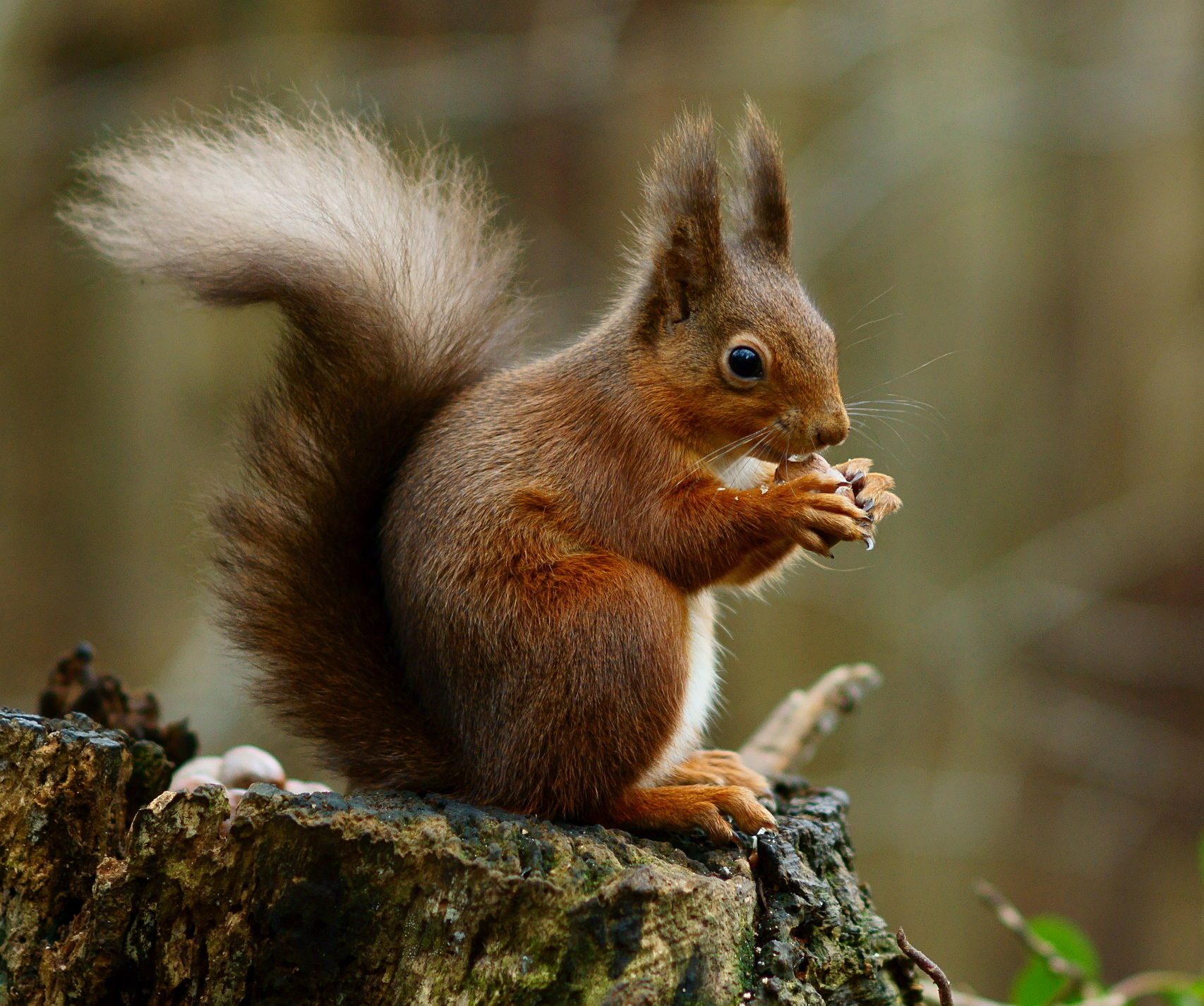
進食中的紅松鼠

除了英國面對灰松鼠的入侵外，意大利的皮埃蒙特自從1948年有兩對灰松鼠成功逃脫並進入當地生態圈後，1970年的一次統計中已發現紅松鼠種群數目有下跌的趨勢。有科學家憂慮灰松鼠將會擴散至整個歐洲。
灰松鼠之所以對歐亞紅松鼠種群數目出現這樣大的影響，主要有以下幾點原因：
- 灰松鼠能輕易地消化毬果，但紅松鼠則不能；
- 灰松鼠身上帶有一種松鼠病毒（英语：squirrel parapoxvirus），這病毒絕少殺死灰松鼠，但對紅松鼠來說卻致命非常。
- 紅松鼠在面對威脅及壓力時，將不能如常生育。
- 灰松鼠的體能遠較紅松鼠為好，灰松鼠的體重一般可達400至800g，頭體長25至30cm，比紅松鼠為大。

須注意的是紅松鼠與灰松鼠之間並沒有直接的敵對關係，直接的暴力衝突並不是導致紅松鼠數目下降的因素。
2007年12月在英國的一個研究顯示，歐洲松貂的數目與減少灰松鼠有間接的關係。該研究觀察到歐洲松貂在擴展其勢力範圍時，灰松鼠的數目有顯著下降。理論推測灰松鼠在地面的時間較紅松鼠為長，因此以捕食松鼠為生的松貂會較大機會捕捉到灰松鼠，從而減少牠們的數量。

## 保护
本种于2023年被收录入《有重要生态、科学、社会价值的陆生野生动物名录》。

## 文化表現
- 北歐神話中，走遍世界之樹並散播流言蜚語的拉塔托斯克，正是一隻紅松鼠。實際上，牠不斷地往來居於根部的惡龍尼德霍格及樹頂的巨鷹維德佛爾尼爾，並反覆羞辱牠們。
- 著名英國童書插畫家碧雅翠絲·波特的一本書籍《松鼠胡來的故事（英语：The Tale of Squirrel Nutkin）》，當中描述的正是歐亞紅松鼠。
- 英國道路安全委員會自1960年代起用一隻擬人的紅松鼠作為主角，教導當地小孩道路安全的重要性。全盛時期的會員數目超過二百萬人[18][19]。
- 在古時的芬蘭，松鼠毛在貨幣流通前是以物易物中的重要角色。因此直到現在，"squirrel pelt"（中譯松鼠的毛皮）這術語仍被普羅大眾理解為金錢的意思。 [20]

## 分佈及分類學

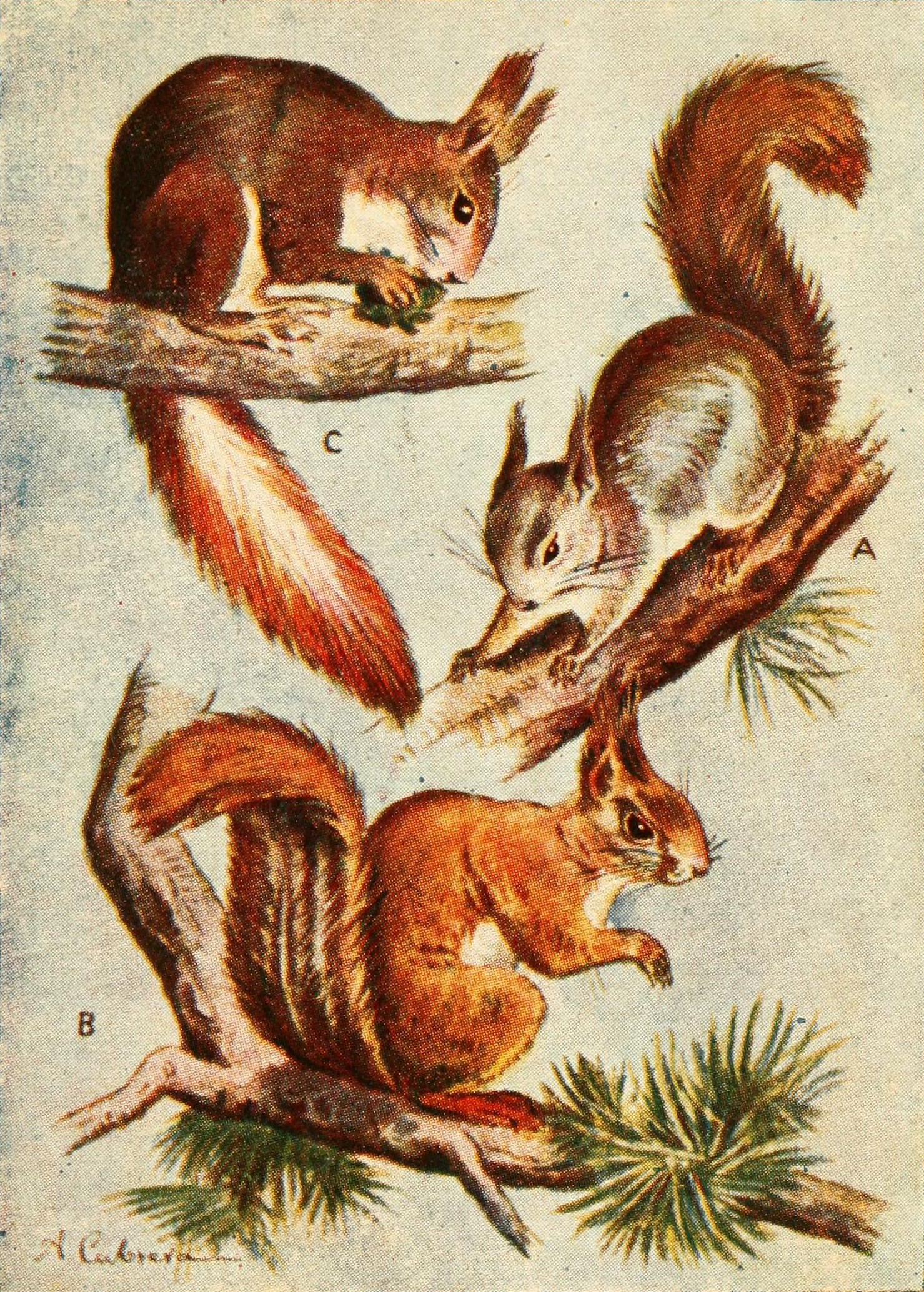
不同的歐亞紅松鼠亞種 A) 來自瑞典的S. v. vulgaris B) 來自德國的S. v. fuscoater C) 來自西班牙中部的S. v. infuscatus

有研究指歐亞紅松鼠有超過40個亞種，但當中部分的分類並沒有確實的被描述出來。據1971年出版的一份刊物中指出，至少有16種亞種已被確認。而於2005年出版的研究則確定了23個亞種。
- S. v. meridionalis. Lucifero, 1907. 僅分佈在意大利西南部的卡拉布里亞，在近年的研究中有指會成為獨立物種的可能。目前此亞種正面臨一定程度的威脅，有可能提升為瀕危物種級別。[24]
- S. v. alpinus. Desmarest, 1822. (Synonyms: S. v. baeticus, hoffmanni, infuscatus, italicus, , numantius, segurae or silanus.)
- S. v. altaicus. Serebrennikov, 1928.
- S. v. anadyrensis. Ognev（Sergej Ivanovich Ognew）, 1929.
- S. v. arcticus. Trouessart（Édouard Louis Trouessart）, 1906. (Synonym: S. v. jacutensis.)
- S. v. balcanicus. Heinrich, 1936. (Synonyms: S. v. istrandjae or rhodopensis.)
- S. v. chiliensis. Sowerby（George Brettingham Sowerby III）, 1921.
- S. v. cinerea. Hermann（Johann Hermann）, 1804.
- S. v. dulkeiti. Ognev, 1929.
- S. v. exalbidus. Pallas, 1778. (Synonyms: S. v. argenteus or kalbinensis.)
- S. v. fedjushini. Ognev, 1935.
- S. v. formosovi. Ognev, 1935.
- S. v. fuscoater. Altum, 1876. (Synonyms: S. v. brunnea, gotthardi, graeca, nigrescens, russus or rutilans.)
- S. v. fusconigricans. Dvigubsky, 1804
- S. v. leucourus. Kerr, 1792.
- S. v. lilaeus. Miller, 1907. (Synonyms: S. v. ameliae or croaticus.)
- S. v. mantchuricus. Thomas（Oldfield Thomas）, 1909. (Synonyms: S. v. coreae or coreanus.)
- S. v. martensi. Matschie（Paul Matschie）, 1901. (Synonym: S. v. jenissejensis.)
- S. v. ognevi. Migulin, 1928. (Synonyms: S. v. bashkiricus, golzmajeri or uralensis.)
- S. v. orientis. Thomas, 1906.
- S. v. rupestris. Thomas, 1907
- S. v. ukrainicus. Migulin, 1928. (Synonym: S. v. kessleri.)
- S. v. varius. Gmelin（Johann Friedrich Gmelin）, 1789.
- S. v. vulgaris. Linnaeus, 1758.[25](Synonyms: S. v. albonotatus, albus, carpathicus, europaeus, niger, rufus or typicus.)

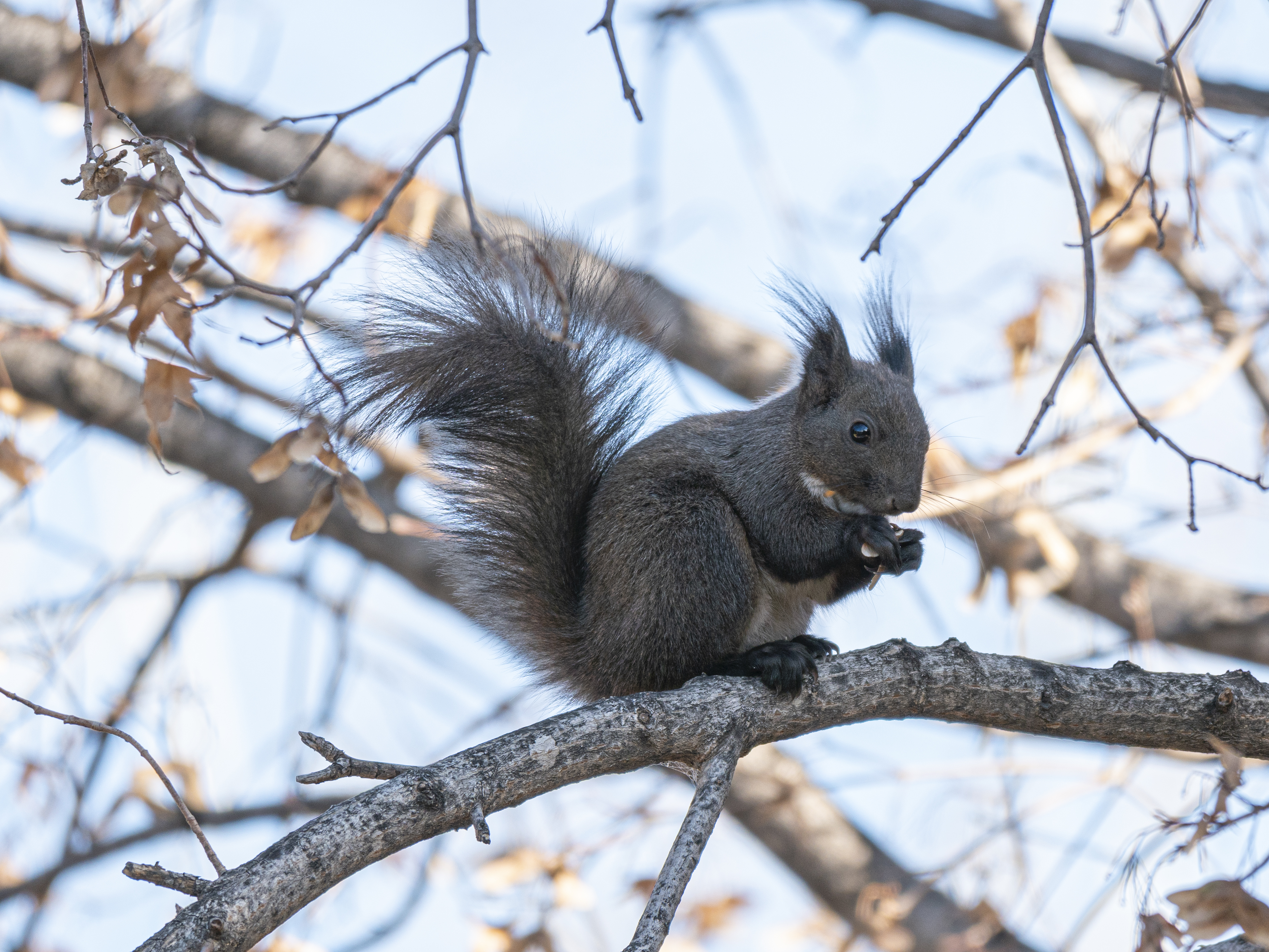
更显灰色的欧亚红松鼠东北亚种S. v. mantchuricus

歐亞紅松鼠也被列在紐西蘭的有害物質及新有機體法（Hazardous Substances and New Organisms Act 1996）中，以避免運入境內。

## 外部連結
- （英文） 歐亞紅松鼠，ARKive上的圖片及短片
- （英文） Red squirrel webcam，在叢林中裝上實時鏡頭，讓普羅大眾能觀察被引進的紅松鼠
- （英文） Action plan for Sciurus vulgaris，英國多樣性行動方案的有關介紹